# Musée du football de Bucarest
Le musée du football de Bucarest est une institution muséale privée qui ouvre ses portes en novembre 2022.

## Description et objectif
Le musée du football se compose de deux bâtiments, d'une superficie totale de 1 500 m2, répartis sur cinq étages.
Le musée a été fondé dans le but de présenter et de préserver le patrimoine historique du football roumain, permettant ainsi aux générations actuelles et futures de découvrir et d'apprécier l'histoire de ce sport.

## Collections
Ce musée abrite une collection de plusieurs centaines d'objets tels que : des objets rares appartenant à de grandes légendes, des maillots portés par des footballeurs roumains et internationaux, des collections consacrées aux arbitres, des collections consacrées au football féminin, des informations sur l'évolution du ballon de football depuis la Coupe du monde de 1930 jusqu'à aujourd'hui.
Le musée expose également le maillot porté par Diego Maradona au CF Barcelona, une rareté dans le monde des collectionneurs de football.